# Kent Lee

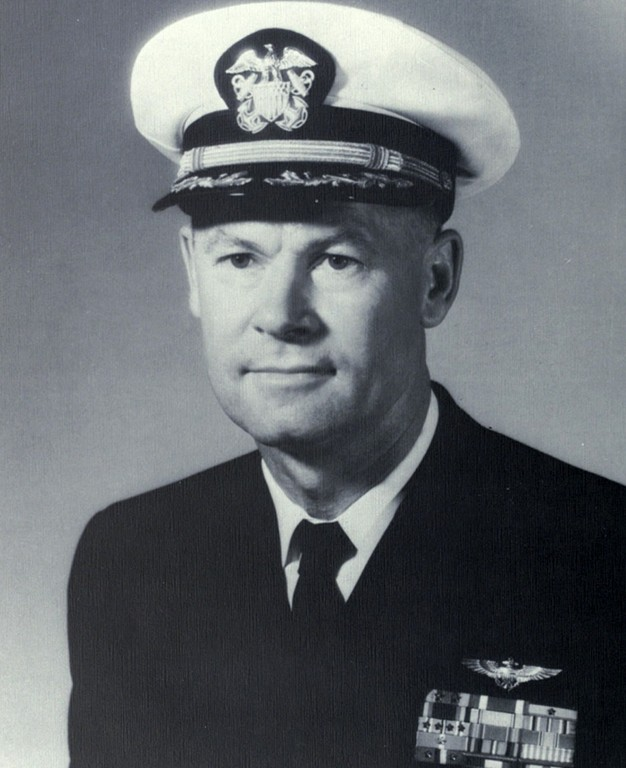
Vizeadmiral Kent Lee

Kent Liston Lee (* 28. Juli 1923 in Florence County, South Carolina; † 11. August 2017) war ein US-amerikanischer Vizeadmiral. Von 1967 bis 1969 war er der vierte Kommandant des Flugzeugträgers Enterprise.

## Leben
Kent Liston Lee wurde am 28. Juli 1923 in Florence County, South Carolina geboren. Am 15. August 1940 trat er mit siebzehn Jahren in die United States Navy ein. Nach einer Flugausbildung wurde Lee 1942 Marineflieger, ehe er am 7. August 1943 zum Offizier befördert wurde. Den Rest des Krieges diente er an Bord des Flugzeugträgers Essex.
Nach dem Krieg studierte Lee Mathematik und Physik an der Columbia University. 1954 schloss er sein Diplom in Physik an der Naval Postgraduate School ab. Im weiteren Verlauf seiner Militärkarriere diente Lee unter anderem beim Carrier Air Wing Six sowie als Kommandant auf der Alamo. Von 1967 bis 1969 wurde er der vierte Kommandant des Flugzeugträgers Enterprise, mit dem er im Vietnamkrieg im Einsatz war.
Nach seiner Zeit als Kommandant arbeitete Lee beim Naval Air Systems Command, wo er unter anderem an dem Entwurf des McDonnell Douglas F/A-18 beteiligt war. Im Oktober 1976 beendete Lee seine Laufbahn beim Militär.
Lee lebte zuletzt in Charlottesville. Er war verheiratet und Vater von zwei Töchtern.